# Felix Holldack
Felix Holldack (* 10. Oktober 1880 in Königsberg; † 29. Mai 1944 in Garmisch-Partenkirchen) war ein deutscher Rechtswissenschaftler und Hochschullehrer.

## Leben
Holldack stammte aus einer sehr wohlhabenden Kaufmanns- und Ratsfamilie und war mit Hannah Arendt verwandt. Sein Bruder war der Landtechnikpionier und Hochschullehrer Hans Holldack. Er absolvierte 1899 das Abitur am Gymnasium in Königsberg. Es schloss sich ein Studium der Rechtswissenschaft und Philosophie an den Universitäten München, Heidelberg, Berlin und Königsberg an, das er 1902 mit der Ersten Juristischen Staatsprüfung in seiner Heimatstadt beim Oberlandesgericht Königsberg abschloss. Im selben Jahr wurde er an der Universität Leipzig mit der Dissertation Die kanonisch-rechtlichen Einflüsse im Eherecht des Bürgerlichen Gesetzbuches. zum Dr. jur. promoviert. Er ging an die Universität Heidelberg, an der 1906 seine Promotion zum Dr. phil. mit der Arbeit Von der Sage und dem Reich der Grusinischen Königin Tamara. erfolgte.
Holldack ging zurück nach Königsberg an die Universität. 1909 habilitierte er sich dort und wurde Privatdozent für Rechtswissenschaft. Allerdings ging er bereits wenige Zeit darauf nach Leipzig. Dort erfolgte 1911 seine Umhabilitation. Anschließend war er Privatdozent für Rechtsphilosophie und Vergleichende Rechtswissenschaft an der Universität Leipzig. Drei Jahre später nahm er dort eine Stellung als planmäßiger außerordentlicher Professor für Internationales Recht, Rechtsphilosophie und Vergleichende Rechtswissenschaft an.
Holldack folgte 1920 einem Ruf als ordentlicher Professor für Rechtswissenschaft an die Technische Hochschule Dresden. Von 1920 bis einschließlich 1929 war er zugleich als Honorarprofessor für Rechtskunde an der Forstakademie Tharandt tätig.
Weil der Katholik Holldack als „Halbjude“ galt, wurde er 1934 vorzeitig in den Ruhestand versetzt und anschließend Privatgelehrter.

## Publikationen (Auswahl)
- Von der Idealität des dualistischen Prinzips in der Strafe. Breslau 1911.
- Grenzen der Erkenntnis ausländischen Rechts. Leipzig 1919.
- Die neue Universität. Dresden 1930.
- Die Lateranverträge vom 11. Februar 1929 im Strom der italienischen Geschichte. Vergente mundi vespere. Frankfurt a. M. 1937.

Er war zudem Herausgeber der Serie Arbeiten zum technisch-bedingten Recht, die im Meiner Verlag in Leipzig erschien.